# Hvězdy nad hlavou
Hvězdy nad hlavou je český romantický komediální televizní seriál. Seriál se odehrává na vesnici Poběžovice a vypráví o veterinářce Lucii Boučkové, která zachraňuje nejen zvířata, ale i lidské osudy. Ve svém osobním životě se rozhoduje mezi dvěma muži, aby mohla zajistit šťastnou budoucnost pro sebe i svého syna Filipa. Za vznikem seriálu stojí producenti Tomáš Hoffman, Jana Gospičová a režiséři Martin Kopp a David Laňka.
Seriál, sestávající ze šestnácti dílů, se natáčel v létě a na podzim roku 2020 v exteriérech na Rokycansku.  Seriál měl premiéru na televizi Prima dne 30. srpna 2021 v hlavním vysílacím čase. Premiéra seriálu se stala nejsledovanějším pořadem večera, první díl si u televizních obrazovek nenechalo ujít 1 163 000 diváků.

## Obsazení
| Tereza Kostková        | MVDr. Lucie Boučková                              |
| Roman Vojtek           | Jiří Bouček, exmanžel Lucie                       |
| Roman Zach             | architekt Ing. Jan Veselý                         |
| Veronika Khek Kubařová | učitelka Pavlína Nejezchlebová                    |
| Filip Antonio          | Filip Bouček                                      |
| Pavel Zedníček         | Václav Bouček                                     |
| Jitka Smutná           | Marie Boučková                                    |
| Veronika Žilková       | Marcela Šímová                                    |
| Václav Kopta           | autobusák Pavel Šíma                              |
| Amelie Pokorná         | Kristýna Nejezchlebová, sestra Pavlíny            |
| Miroslav Táborský      | starosta a předseda družstva Karel Snop           |
| Jaromír Dulava         | pytlák Radek Macháně                              |
| Ondřej Bauer           | traktorista Franta Douša                          |
| Bolek Polívka          | Jindřich Prokeš                                   |
| Alena Mihulová         | Jitka Prokešová                                   |
| Kateřina Marie Fialová | Táňa Prokešová                                    |
| Petr Nárožný           | MUDr. Otakar Mrázek                               |
| Martin Pechlát         | hostinský Standa Tuček                            |
| Oldřich Vlach          | důchodce Alois Karásek                            |
| Eva Leinweberová       | Vlasta Snopová, manželka a sekretářka Karla       |
| Pavlína Mourková       | dojička Božena                                    |
| Anna Schmidtmajerová   | dojička Květa                                     |
| Prokop Zach            | Roman Macháně, spolužák Kristýny a Filipa         |
| Anita Krausová         | Magda, prodavačka, přítelkyně Franty              |
| Lukáš Příkazký         | bývalý učitel Michal Zemánek                      |
| Matěj Havelka          | František Válek, spolužák Kristýny a Filipa       |
| Radka Pavlovčinová     | Kateřina, Janova bývalá milenka a spolupracovnice |
| Adam Ernest            | žokej Patrik                                      |
| Vasil Fridrich         | Miloš, Janův kolega                               |
| Nela Boudová           | sociální pracovnice Evženie Budková               |
| Alžbeta Stanková       | plukovnice                                        |
| Jiří Ployhar           | Arnošt                                            |
| Petr Batěk             | Kolář, Janův bývalý klient                        |
| Bohumil Klacl          | pošťák                                            |
| Petr Franěk            | trenér                                            |
| Marek Pospíchal        | inspektor                                         |
| Dušan Sitek            | profesor                                          |
| Jiří Klem              | vyšetřovatel                                      |
| Lumíra Přichystalová   | členka kapely                                     |
| Ester Švábková         | členka kapely                                     |
| Elizabeth Kopecká      | členka kapely                                     |

## Seznam dílů
| Č. v seriálu | Název        | Režie                       | Scénář                       | Datum premiéry     | Sledovanost (v mil., 15+) |
| ------------ | ------------ | --------------------------- | ---------------------------- | ------------------ | ------------------------- |
| 1            | Rozhodnutí   | Martin Kopp                 | David Laňka                  | 30. srpna 2021     | 1,122                     |
| 2            | Oslava       | Martin Kopp                 | David Laňka                  | 6. září 2021       | 0,965                     |
| 3            | Sucho        | Martin Kopp                 | David Laňka                  | 13. září 2021      | 1,025                     |
| 4            | Inspektor    | Martin Kopp                 | David Laňka a Radovan Snítil | 20. září 2021      | 0,981                     |
| 5            | Koncert      | Martin Kopp                 | David Laňka a Jakub Roll     | 27. září 2021      | 0,881                     |
| 6            | Smím prosit? | Martin Kopp                 | David Laňka                  | 4. října 2021      | 0,977                     |
| 7            | Zlatá svatba | Martin Kopp                 | David Laňka a Tomáš Vávra    | 11. října 2021     | 0,955                     |
| 8            | Stěhování    | Martin Kopp                 | David Laňka                  | 18. října 2021     | 0,954                     |
| 9            | Kanec        | David Laňka a Martin Müller | David Laňka a Radovan Snítil | 25. října 2021     | 0,961                     |
| 10           | Dostihy      | David Laňka a Martin Müller | David Laňka a Jakub Roll     | 1. listopadu 2021  | 0,954                     |
| 11           | Sociálka     | David Laňka a Martin Müller | David Laňka a Tomáš Vávra    | 8. listopadu 2021  | 0,939                     |
| 12           | Hoří         | David Laňka a Martin Müller | David Laňka a Tomáš Vávra    | 15. listopadu 2021 | 0,954                     |
| 13           | Záskok       | David Laňka a Martin Müller | David Laňka a Radovan Snítil | 22. listopadu 2021 | 0,965                     |
| 14           | Výstava      | David Laňka a Martin Müller | David Laňka a Jakub Roll     | 29. listopadu 2021 | 0,993                     |
| 15           | Divadlo      | Martin Kopp a David Laňka   | David Laňka a Radovan Snítil | 6. prosince 2021   | 0,970                     |
| 16           | Svatba       | David Laňka a Martin Müller | David Laňka                  | 13. prosince 2021  | 1,000                     |